# Daniele Silvestri
Daniele Silvestri (ur. 18 sierpnia 1968 w Rzymie) – włoski piosenkarz i autor tekstów piosenek.
Wydał 11 płyt.

## Kariera
Syn scenarzysty Alberto Silvestriego. W 1994 wydał swój pierwszy album, za który otrzymał nagrodę Targa Tenco dla najlepszej debiutanckiej płyty. W 1995 wystąpił z utworem „L’uomo col megafono” na Festiwalu Piosenki Włoskiej w San Remo. Piosenką promował swój drugi album pt. Prima di essere uomo. Za inny singiel z płyty, „Le cose che abbiamo in comune”, który stał się radiowym przebojem we Włoszech, odebrał nagrodę Targa Tenco dla najlepszego songu roku.
Jego piosenka „Salirò” w 2002 otrzymała poczwórną nagrodę Italian Music Awards.

### Życie prywatne
Pierwszą partnerką piosenkarza była aktorka Simona Cavallari, z którą ma dwóch synów: Alberta i Santiago Ramona. W 2012 Silvestri ożenił się z aktorką Lisą Lelli, z którą ma trzeciego syna, urodzonego w 2014.